# Jason Wade
Jason Michael Wade (Camarillo, California; 5 de julio de 1980) es un cantante, guitarrista, compositor y líder del grupo de rock melódico, Lifehouse.

## Biografía
Wade nació el 5 de julio de 1980 en Camarillo, California, donde creció en el seno de una familia cristiana. Sus padres fueron misioneros por lo que durante su infancia viajó mucho a varios países, entre ellos Japón, Tailandia y Hong Kong; debido a esto, asistió a la Hong Kong International School, aunque más tardé regresarían a Portland. Sus padres se divorciaron cuando tenía 12 años y se mudó con su madre a Washington. Después se mudarían a Los Ángeles donde fundaría la banda Lifehouse.
Contrajo matrimonio el 20 de enero de 2001 con Braeden.

## Carrera

### Lifehouse
En Los Ángeles conoció al bajista Sergio Andrade con quien posteriormente formaría la banda, bajo el sello discográfico DreamWorks Records. El álbum debut fue No Name Face, lanzado en 2000; el segundo se llamó Stanley Climbfall y fue lanzado en 2002.
En 2005, la banda grabó el álbum Lifehouse en el estudio Ironworks, propiedad del músico Jude Cole, así como del actor británico Kiefer Sutherland.
En 2007 se lanzó el cuarto álbum de estudió titulado Who We Are y en 2010 el quinto llamado Smoke & Mirrors.